# Ença Fati
Ença Fati (Bissau, 11 agosto 1993) è un calciatore guineense, centrocampista dell'Al-Ain Saudi.

## Carriera
Ha giocato nella massima serie portoghese.